# Atractus manizalesensis
Atractus manizalesensis – gatunek węża z rodziny połozowatych (Colubridae), występujący w północno-zachodniej Ameryce Południowej.
Jest to endemit Kolumbii, występujący na niewielkim obszarze zachodnich stoków Kordyliery Środkowej w zakresie wysokości od 1500 do 2160 m n.p.m. od Armenii w departamencie Quindío do miejscowości Pácora w departamencie Caldas. W 2016 roku po raz pierwszy gatunek ten zaobserwowano w okolicach miasta Heliconia w departamencie Antioquia.